# Frank Høj
Frank Høj (Holte, 4 gennaio 1973) è un ex ciclista su strada danese.
Professionista dal 1995 al 2010.
È un corridore specializzato nelle classiche del Nord. Tra i maggiori successi da lui ottenuti rientrano un campionato nazionale nel 1998, due Grand Prix Herning e una Veenendaal-Veenendaal.
Ha corso per diverse squadre tra cui US Postal Service, Cofidis, Française des Jeux e Gerolsteiner.

## Palmarès
- 1990 (Juniores)

Scandinavian Open Road Race Juniores
- 1991 (Juniores)

1ª tappa Dusika Jugend Tour (Seewalchen > Seewalchen)
- 1993 (Under-23)

1ª tappa Milk Race (Royal Tunbridge Wells > Royal Tunbridge Wells)
- 1994 (Zetelhallen - Vosschemie, due vittorie)

3ª tappa Circuit Franco-Belge (Brugelette > Leuze-en-Hainaut)
Omloop van de Westhoek
- 1995 (Collstrop - Lystex, due vittorie)

3ª tappa Giro di Slovenia (Novo Mesto > Portorož)
5ª tappa Tour de l'Avenir (Vire > Ducey)
- 1997 (Collstrop, quattro vittorie)

Grote Prijs Stad Zottegem
Scandinavian Open Road Race
Omloop van de Westkust
2ª tappa Boland Bank Tour (Paarl > Paarl)
- 1998 (Palmans - Ideal, quattro vittorie)

Campionati danesi, Prova in linea
Veenendaal-Veenendaal
Classifica generale Circuit Franco-Belge
Omloop van het Waasland
- 2000 (La Française des Jeux, una vittoria)

Le Samyn
- 2003 (Team Fakta, una vittoria)

Grand Prix Herning
- 2004 (Team CSC, una vittoria)

Grand Prix Herning
- 2005 (Gerolsteiner, una vittoria)

3ª tappa Circuit Franco-Belge (Maubeuge > Quiévrain)

### Altri successi
- 1993 (Under-23)

Terjoden-Erembodegem
- 1994 (Zetelhallen - Vosschemie)

Zellik-Galmaarden
- 1997 (Collstrop)

GP Lanssens Crelan
- 1998 (Palmans - Ideal)

Grote 1 Mei-Prijs - Ereprijs Victor De Bruyne
- 2006 (Gerolsteiner)

Criterium di Charlottenlund
- 2009 (Saxo Bank)

Criterium di Himmerland

## Piazzamenti

### Grandi giri
- Giro d'Italia

2002: 107º
2003: fuori tempo massimo (18ª tappa)
2005: 152º
- Tour de France

2000: 100º
- Vuelta a España

1999: 97º
2001: 128º
2004: 112º

### Classiche monumento
- Milano-Sanremo

2000: 127º
2001: 69º
2002: 115º
2004: 122º
2008: ritirato
2009: 156º
2010: 127º
- Giro delle Fiandre

1997: 67º
1998: ritirato
1999: ritirato
2000: 32º
2001: 18º
2002: 32º
2004: 8º
2005: 29º
2006: 61º
2008: 54º
2009: ritirato
2010: 93º
- Parigi-Roubaix

1995: 77º
1999: ritirato
2000: 27º
2001: 30º
2002: 14º
2004: 10º
2005: 17º
2006: 40º
2008: 73º
2010: 35º
- Liegi-Bastogne-Liegi

1998: ritirato

### Competizioni mondiali
- Campionati mondiali

Middlesbrough 1990 - In linea Juniores: 85°
Lugano 1996 - In linea Elite: ritirato
San Sebastián 1997 - In linea Elite: 83°
Valkenburg 1998 - In linea Elite: ritirato
Verona 1999 - In linea Elite: ritirato
Plouay 2000 - In linea Elite: ritirato
Lisbona 2001 - Cronometro Elite: 45°
Lisbona 2001 - In linea Elite: ritirato
Zolder 2002 - In linea Elite: 24°
Hamilton 2003 - In linea Elite: 15°
Verona 2004 - In linea Elite: 84°
Varese 2008 - In linea Elite: 64°
Mendrisio 2009 - In linea Elite: ritirato
- Giochi olimpici

Sidney 2000 - In linea: 6°
Atene 2004 - In linea: 8°
Atene 2004 - Cronometro: 19°

### Competizioni europee
- Campionati europei

Trutnov 1995 - In linea Under-23: 6°